# الكسندر كيروف
الكسندر كيروف (4 سبتمبر 1984 بأستانة في كازاخستان - ) هو لاعب كرة قدم كازاخستاني في مركز الدفاع. شارك مع منتخب كازاخستان تحت 21 سنة لكرة القدم ومنتخب كازاخستان لكرة القدم. أما مع النوادي، فقد لعب مع إف كي أتيراو ونادي آكتوبه ونادي أستانا ونادي إيرتيش بافلودار ونادي شاختار قراغندي ونادي فوستوك وFC Alma-Ata ‏ وFC Zhetysu ‏.

## وصلات خارجية
- الكسندر كيروف على موقع الاتحاد الأوربي (الإنجليزية)
- الكسندر كيروف على موقع قاعدة بيانات كرة القدم.إي يو (الإنجليزية)
- الكسندر كيروف على موقع ناشيونال فوتبول تيمز (الإنجليزية)
- الكسندر كيروف على موقع Soccerway.com (الإنجليزية)